# Zdrobite cătușe
Zdrobite cătușe (rumänisch Zerbrochen die Ketten) war von 1947 bis 1953 provisorische Nationalhymne Rumäniens.

## Geschichte
Nach der Abdankung König Michaels und der Abschaffung der Monarchie war die alte Nationalhymne Trăiască Regele nicht mehr zeitgemäß. Für die 1947 ausgerufene Volksrepublik Rumänien komponierte Matei Socor zu einem Text des Dichters Aurel Baranga eine neue Nationalhymne. Diese war nur ein Provisorium und wurde 1953 durch Te slăvim, Românie abgelöst, die durch einen Wettbewerb entstanden war.

## Text
| Original |  | Wörtliche Übersetzung |
| --- |  | --- |
| Zdrobite cătușe în urmă rămân, In frunte-i mereu muncitorul, Prin lupte și jertfe o treaptă urcăm Stăpân pe destin e poporul.                               |  | Zerschmetterte Fesseln bleiben hinter uns, Vorn ist immer der Arbeiter, Durch Kämpfe und Opfer steigen wir eine Stufe hinauf. Herr des Schicksals ist das Volk.   |
| |  | |
| Refrain Trăiască, trăiască, Republica noastră. În marș de nâvalnic șuvoi revărsat. Muncitori și țărani, cărturari și ostași, Zidim România Republicii noui. |  | Es lebe, es lebe, Unsere Republik. Im Marsch von rauschender Flut durchströmt. Arbeiter und Bauern, Gelehrte und Soldaten, Wir bauen die neue Republik Rumänien.  |
| |  | |
| În lături cu putredul vechiu stăvilar E ceasul de sfântă încordare Unirea și munca și lupta-i stegar Republicii noi populare.                               |  | Weg mit der Fäulnis des alten Damms, Es ist die Stunde der heiligen Anstrengung. Die Einheit, die Arbeit und der Kampf sind Fahnenträger der neuen Volksrepublik. |
| |  | |
| Refrain |  | |
| |  | |
| Spre țelul victoriei mari ne îndreptăm E ceas de izbânzi viitoare Credință îm muncă și luptă jurăm Republicii noi populare.                                 |  | Auf das Ziel des großen Sieges steuern wir zu. Es ist die Stunde der kommenden Siege. Glauben in Arbeit und Kampf schwören wir Unserer neuen Volksrepublik.       |
| |  | |
| Refrain |  | |

## Singbare, freie Übertragung
Zerbrochen die Ketten, aus Kerkern hervor,

im Marschtritt der Arbeiterklasse,

so steigen als Herrn unsrer Welt wir empor

die Stufen der steinigen Gasse.

Refrain

Es lebe der Volksstaat, den Männer und Frauen

mit Ungestüm führen zum Sieg und zum Glück.

Tausend Hände, tausend Köpfe

sich aus eigener Kraft erbauen

die neue rumänische Volksrepublik.

Beiseite, was morsch ist, und greint nur und grollt!

Die Stunde braucht Herzen, die glühen.

Das Banner der Arbeit, der Eintracht entrollt!

Nicht fürchten wir Sorgen und Mühen!

Refrain

Im Kampf, in der Arbeit, im fröhlichen Spiel,

kein Zweifel kann rückwärts uns biegen!

Der Zukunft entgegen, dem leuchtenden Ziel!

Die Volksrepublik, sie wird siegen!

Refrain